# Джеси Племънс
Джеси Племънс (на английски: Jesse Plemons) е американски актьор. Започва кариерата си още като дете, а големия пробив постига със сериала Friday Night Lights (2006–2011). Впоследствие участва в последния пети сезон на суперуспешния сериал „В обувките на сатаната“, втория сезон на „Фарго“ и „Черното огледало“.
Освен в сериали Племънс е известен и с поддържащите си роли във филмите „Учителят“ (2012), „Черна служба“, „Мостът на шпионите“ (2015), „Нощни игри“, „Вице“ (2018), „Ирландецът“ (2019), „Юда и черният Месия“, „Круиз в джунглата“, „Силата на кучето“ (2021), „Убийците на цветната луна“ (2023) и „Гражданска война“ (2024). За ролята си в „Силата на кучето“ получава номинация за „Оскар“ за най-добра поддържаща мъжка роля.
Племънс е роден в Далас, Тексас и израства в Март, Тексас близо до Уейко.
През 2016 се запознава с Кирстен Дънст по време на снимките на сериала „Фарго“. Двамата имат брак и две деца.

## Избрана филмография
- Учителят (2012) – Вал Дод
- В обувките на сатаната (2012-2013) – сериал, Тод Алкуист
- Черна служба (2015) – Кевин Уийкс
- Мостът на шпионите (2015) – Джо Мърфи
- Нощни игри (2018) – Гари Кингсбъри
- Вице – Кърт
- Юда и черният Месия (2021) – Рой Мичел
- Круиз в джунглата (2021) – Принц Йоахим
- Силата на кучето (2021) – Джордж Бърбанк
- Убийците на цветната луна (2023) – Том Уайт
- Гражданска война (2024) – военен
- Благи деяния (2024) – Робърт /Даниел / Андрю